# Der Pfau (2023)
Der Pfau ist ein deutsch-belgischer Spielfilm aus dem Jahr 2023 von Lutz Heineking junior mit Lavinia Wilson, Serkan Kaya, Tom Schilling, David Kross, Jürgen Vogel, Svenja Jung und Annette Frier. Das Drehbuch von Sönke Andresen, Christoph Mathieu und Lutz Heineking junior basiert auf dem 2016 erschienenen gleichnamigen Roman von Isabel Bogdan. Der Kinostart der Kriminalkomödie in Deutschland und Österreich war am 16. März 2023.

## Handlung
Linda Bachmann ist eine Investmentbankerin, die mit ihrem Team bestehend aus Bernhard, Andreas Voigt, David  und Jim für ein Wochenende nach Schottland auf den Landsitz von Lady und Lord McIntosh reist. Dort möchten sie gemeinsam ein Teambuilding-Seminar besuchen. Der eigentlich dafür vorgesehene Seminarleiter lässt sich entschuldigen und sendet Rebecca als Vertretung. Laut Linda soll es auch um ein Compliance-Verfahren von Dr. Schulz gehen.
Nachdem ein Pfau auf dem Anwesen der McIntoshs alles für männliche Konkurrenz hält, was blau ist und attackiert, beauftragt Lady McIntosh den Lord, den Pfau zu erschießen. Später entdeckt Linda das tote Tier und vermutet, dass ihr Hund Anshu das Tier gerissen hat. Sie beordert daher ihren Mitarbeiter David, den Pfau zu entsorgen. Der bittet die Köchin Helen um Hilfe, die den Vogel ausnimmt, um ihn als Mahlzeit zuzubereiten. Sie entdeckt eine Schrotkugel im toten Tier und nimmt an, dass es erschossen wurde.
Rebecca beauftragt die Gruppe, im Wald eine Hütte zu bauen. Andreas Voigt weigert sich, an der Übung teilzunehmen. In einem Telefonat berichtet Rebecca später, dass sie von Voigts Rückgrat beeindruckt war. Am Abend versucht sie, dem verheirateten Familienvater Vogt näherzukommen, was ihr jedoch nicht gelingt.
Nach einem überraschenden Wintereinbruch ist die Gruppe eingeschneit und kann den Landsitz nicht verlassen. Bald darauf vermisst Lady Fiona McIntosh ihre Gans Gladstone. Fiona verdächtigt Anshu, die Gans gerissen zu haben und dass Helen die Gans zum Abendessen zubereitet. Beim gemeinsamen Abendessen serviert Helen Geflügelcurry. Voigt findet im Essen eine Schrotkugel und vermutet, dass das Tier geschossen und nicht gerissen wurde. Dem Geständnis von David, dass er mit Helen den Pfau für das Abendessen ausgenommen hat, schenken die anderen Teilnehmer des Seminars keinen Glauben.
Als die Straße wieder befahrbar wird reist die Gruppe ab. Dabei erfährt diese, dass es sich bei Rebecca um Dr. Schulz handelt. Außerdem taucht die Gans Gladstone lebend wieder auf.

## Produktion und Hintergrund

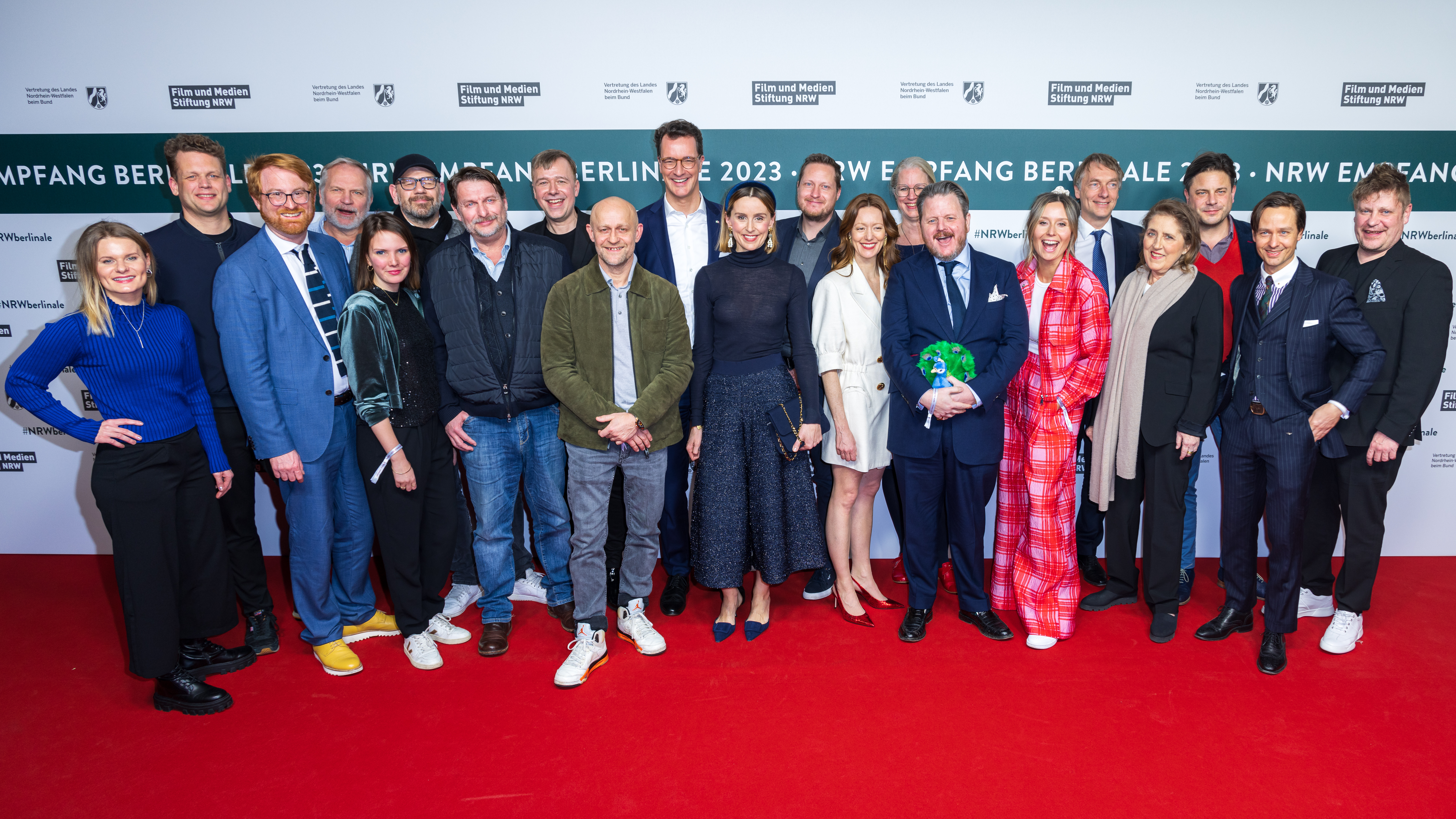
Das Film Team auf dem Berlinale-Empfang des Landes NRW mit dessen Ministerpräsidenten und seiner Frau

Die Dreharbeiten fanden vom 28. Februar bis zum 25. März 2022 statt, gedreht wurde in Belgien, Deutschland und Großbritannien. Drehorte waren unter anderem Huy in der Region Wallonien, die MMC Studios Köln und die schottischen Highlands. In Belgien entstanden Außenszenen rund um das Haus mit dem Garten, in Schottland wurden zwei Tage für die Landschaftsaufnahmen gedreht. Im Kölner Studio entstanden an 13 Drehtagen die Innenaufnahmen.
Produziert wurde der Film von den MMC Studios Köln und der eitelsonnenschein GmbH (Produzenten Bastie Griese, Marco Gilles, Lutz Heineking jr. und Jens Wolf) in Koproduktion mit der Tobis Film und der belgischen Frakas Productions (Koproduzenten Theodor Gringel, Timm Oberwelland, Tobias Alexander Seiffert, Jean-Yves Roubin und Cassandre Warnauts). Unterstützt wurde die Produktion von der Film- und Medienstiftung NRW, dem Deutschen Filmförderfonds sowie Wallimage S.A. und Tax Shelter du Gouvernement Federal Belge aus Belgien.
Die Kamera führten Philipp Pfeiffer und Matthias Schellenberg, die Musik schrieb Kyrre Kvam, die Montage verantwortete Ole Heller und das Casting Sabine Schwedhelm und  Nancy Bishop. Das Kostümbild gestaltete Elise Ancion, das Szenenbild Debbie Holler, das Maskenbild Diana Koerberlin und den Ton Erik Seifert. Regisseur Lutz Heineking junior, der bis dahin als Fernsehproduzent und -regisseur tätig war, gab mit diesem Film sein Kinodebüt.

## Veröffentlichung
Der Kinostart war in Deutschland und Österreich am 16. März 2023, Premiere war am 1. März 2023 im Cinedom in Köln.
Im ZDF wurde der Film am 12. Juni 2025 erstmals ausgestrahlt. Die Erstausstrahlung im ORF erfolgte am 21. Juli 2025.

## Rezeption

### Kritiken
Anke Sterneborg vergab auf epd-film.de drei von fünf Sternen, Regisseur Heineking habe ein illustres Ensemble von Schauspielern zusammengestellt. Die Kamera erhebe sich immer wieder in die Lüfte, um das Spielbrett dieses heiter nichtigen Gesellschaftsspiels von oben in den Blick zu nehmen, bevor sie zum nächsten Zug an anderer Stelle wieder eintaucht.
Oliver Armknecht bewertete den Film auf film-rezensionen.de mit sechs von zehn Punkten. Die Komödie spiele mit den Erwartungen, sei charmant und von einem spielfreudigen Ensemble getragen.
Peter Osteried meinte auf cineman.ch, dass der Film bisweilen Biss habe, die Gags seien leicht verdaulich, der Humor universeller Art. Nicht dumpf, oft nicht allzu intelligent, aber durchaus amüsant. Eine Komödie, die ohne nennenswerten Leerlauf für reichlich gute Unterhaltung sorge.
Walli Müller bezeichnete die Produktion auf ndr.de als vergnügliche Komödie und sehenswerten Film mit einem Hauch von Agatha-Christie-Suspense. Regisseur Heineking vertraue auf den leise absurden Humor der Vorlage, auf Situationskomik und sarkastischen Wortwitz.
Dagegen kritisierte Helena Berg auf Filmstarts.de, dass der Film trotz Bestseller-Vorlage, tollen Casts und herausstechenden Schottland-Ambientes zu langwierig und wenig unterhaltsam geraten sei. Es fehle an Überraschungen oder zumindest an ein wenig mehr Verrücktheit.

### Kinobesucher / Quote
In Deutschland sahen den Film über 129.000 Kinobesucher. Die Erstausstrahlung am 12. Juni 2025 im ZDF wurde von 2,25 Millionen Zuschauern verfolgt, der Marktanteil betrug 11,2 Prozent.

### Auszeichnungen
- 2023: Deutsche Film- und Medienbewertung (FBW) – Prädikat „besonders wertvoll“[3][18]